# Persone di nome Francesco/Compositori
| Questa pagina contiene informazioni ricavate automaticamente dalle voci biografiche con l'ausilio del template Bio e di un bot. L'aggiornamento è periodico e automatico e ricostruisce completamente la pagina. Se manca una persona in questa lista, sei pregato di non aggiungerla, ma accertati piuttosto che la sua voce biografica contenga il template Bio e che i dati anagrafici siano correttamente compilati. Se il template Bio manca, inseriscilo tu stesso o, in alternativa, metti l'avviso {{tmp\|Bio}} che ne segnala la mancanza. Se i dati riportati sono sbagliati, correggi direttamente la voce biografica; le modifiche saranno visibili in questa lista entro pochi giorni. Per chiarimenti vedi il progetto antroponimi. La lista contiene solo le 85 persone che sono citate nell'enciclopedia e per le quali è stato implementato correttamente il template Bio. Pagina aggiornata al 6 ago 2025. |

Questa è una lista di persone presenti nell'enciclopedia che hanno il nome Francesco e sono compositori.

## A(3)
- Francesco Antonioni, compositore italiano (Teramo, n. 1971)
- Francesco Araja, compositore italiano (Napoli, n. 1709 - Bologna)
- Francesco Azopardi, compositore e organista maltese (Rabat, n. 1748 - Rabat, † 1809)

## B(6)
- Francesco Bajardi, compositore e pianista italiano (Isnello, n. 1867 - Roma, † 1934)
- Francesco Barsanti, compositore, flautista e oboista italiano (Lucca, n. 1690 - Londra, † 1770)
- Francesco Basili, compositore italiano (Loreto, n. 1767 - Roma, † 1850)
- Francesco Maria Benedetti, compositore e francescano italiano (Assisi, n. 1683 - Assisi, † 1749)
- Francesco Bianchi, compositore italiano (Cremona, n. 1752 - Hammersmith, † 1810)
- Francesco Antonio Bonporti, compositore italiano (Trento, n. 1672 - Padova, † 1749)

## C(9)
- Francesco da Milano, compositore italiano (Monza, n. 1497 - Milano, † 1543)
- Francesco Cavalli, compositore italiano (Crema, n. 1602 - Venezia, † 1676)
- Francesco Ceracchini, compositore e organista italiano (Sinalunga, n. 1768 - Siena, † 1824)
- Francesco Ciampi, compositore e violinista italiano (Pisa, n. 1690 - Roma)
- Francesco Cilea, compositore italiano (Palmi, n. 1866 - Varazze, † 1950)
- Francesco Bartolomeo Conti, compositore italiano (Firenze - Vienna, † 1732)
- Francesco Corbisieri, compositore italiano (Marzano di Nola - Napoli)
- Francesco Corselli, compositore italiano (Piacenza, n. 1705 - Madrid, † 1778)
- Francesco Corteccia, compositore e organista italiano (Firenze, n. 1502 - Firenze, † 1571)

## D(5)
- Francesco d'Avalos, compositore e direttore d'orchestra italiano (Napoli, n. 1930 - Napoli, † 2014)
- Francesco De Masi, compositore e direttore d'orchestra italiano (Roma, n. 1930 - Roma, † 2005)
- Francesco Bartolomeo DeLeone, compositore statunitense (Ravenna, n. 1887 - Akron, † 1948)
- Francesco Durante, compositore italiano (Frattamaggiore, n. 1684 - Napoli, † 1755)
- Franz von Suppé, compositore e direttore d'orchestra austriaco (Spalato, n. 1819 - Vienna, † 1895)

## F(8)
- Nicola Fago, compositore italiano (Taranto, n. 1677 - Napoli, † 1745)
- Francesco Feo, compositore italiano (Napoli, n. 1691 - Napoli, † 1761)
- Francesco Feroci, compositore, organista e poeta italiano (San Giovanni Valdarno, n. 1673 - Firenze, † 1750)
- Francesco Filidei, compositore e organista italiano (Pisa, n. 1973)
- Francesco Florimo, compositore, musicologo e bibliotecario italiano (San Giorgio Morgeto, n. 1800 - Napoli, † 1888)
- Francesco Foggia, compositore italiano (Roma, n. 1603 - Roma, † 1688)
- Francesco Franchini, compositore, organista e presbitero italiano (Siena - Siena, † 1757)
- Francesco Paolo Frontini, compositore e direttore d'orchestra italiano (Catania, n. 1860 - Catania, † 1939)

## G(9)
- Francesco Gardi, compositore italiano
- Francesco Gasparini, compositore italiano (Camaiore, n. 1661 - Roma, † 1727)
- Francesco Saverio Giaj, compositore italiano (Torino, n. 1729 - Grugliasco, † 1801)
- Francesco Giomi, compositore italiano (Firenze, n. 1963)
- Francesco Gnecco, compositore italiano (Genova, n. 1769 - Milano)
- Franz Paul Grua, compositore e violinista tedesco (Mannheim, n. 1753 - Monaco di Baviera, † 1833)
- Francesco Guami, compositore e trombonista italiano (Lucca - Lucca, † 1602)
- Francesco Guerini, compositore e violinista italiano (Napoli - Londra, † 1780)
- Francesco Gurgo Salice, compositore, pianista e direttore di banda italiano (Pettinengo, n. 1874 - Pettinengo, † 1935)

## L(4)
- Francesco Lamperti, compositore italiano (Savona, n. 1813 - Como, † 1892)
- Francesco Landini, compositore, organista e poeta italiano (Firenze, † 1397)
- Franco Leoni, compositore italiano (n. 1864 - † 1937)
- Francesco Lucio, compositore e organista italiano (Venezia, † 1658)

## M(6)
- Francesco Malipiero, compositore italiano (Rovigo, n. 1824 - Venezia, † 1887)
- Francesco Mancini, compositore e organista italiano (Napoli, n. 1672 - Napoli, † 1737)
- Francesco Saverio Mangieri, compositore, paroliere e direttore d'orchestra italiano (San Pietro al Tanagro, n. 1919 - Roma, † 2008)
- Francesco Mannelli, compositore italiano (Tivoli, n. 1595 - Parma, † 1667)
- Francesco Masini, compositore italiano (Firenze, n. 1804 - Parigi, † 1863)
- Francesco Morlacchi, compositore italiano (Perugia, n. 1784 - Innsbruck, † 1841)

## N(2)
- Francesco Paolo Neglia, compositore e direttore d'orchestra italiano (Enna, n. 1874 - Intra, † 1932)
- Francesco Nigetti, compositore, organista e musicologo italiano (Firenze, n. 1603 - Firenze, † 1681)

## P(7)
- Francesco Patavino, compositore italiano (Padova)
- Francesco Pellegrino, compositore e direttore di banda italiano (Cortale, n. 1910 - Roma, † 1975)
- Francesco Pennisi, compositore italiano (Acireale, n. 1934 - Roma, † 2000)
- Francesco Piticchio, compositore italiano
- Francesco Portinaro, compositore e umanista italiano (Padova - † 1578)
- Francesco Balilla Pratella, compositore e musicologo italiano (Lugo, n. 1880 - Ravenna, † 1955)
- Francesco Provenzale, compositore italiano (Napoli, n. 1632 - Napoli, † 1704)

## R(4)
- Francesco Rasi, compositore, poeta e tenore italiano (Arezzo, n. 1574 - Mantova, † 1621)
- Francesco Rognoni Taeggio, compositore italiano (Milano)
- Francesco Rossi, compositore e abate italiano (Bari, n. 1627 - † 1699)
- Francesco Rovigo, compositore e organista italiano (Mantova, † 1597)

## S(11)
- Francesco Sacchi, compositore, arrangiatore e direttore di coro italiano (Lecco, n. 1937 - Carate Brianza, † 2016)
- Francesco Sacrati, compositore italiano (Parma, n. 1605 - Modena, † 1650)
- Francesco Salari, compositore italiano (Bergamo, n. 1751 - Bergamo, † 1828)
- Francesco Sampieri, compositore italiano (Bologna, n. 1790 - Bologna, † 1863)
- Francesco Sangalli, compositore italiano (Romanengo, n. 1820 - Varese, † 1892)
- Francesco Santoliquido, compositore italiano (San Giorgio a Cremano, n. 1883 - Anacapri, † 1971)
- Francesco Sartori, compositore italiano (n. 1957)
- Francesco Scarlatti, compositore italiano (Palermo, n. 1666 - Dublino)
- Francesco Schira, compositore e direttore d'orchestra italiano (La Valletta, n. 1809 - Londra, † 1883)
- Francesco Soriano, compositore italiano (Soriano nel Cimino, n. 1549 - Roma, † 1621)
- Francesco Stabile, compositore italiano (Miglionico, n. 1801 - Potenza, † 1860)

## T(3)
- Francesco Paolo Tosti, compositore e cantante italiano (Ortona, n. 1846 - Roma, † 1916)
- Tommaso Traetta, compositore italiano (Bitonto, n. 1727 - Venezia, † 1779)
- Francesco Turini, compositore italiano (Praga - Brescia, † 1656)

## U(1)
- Francesco Antonio Baldassare Uttini, compositore e direttore d'orchestra italiano (Bologna, n. 1723 - Stoccolma, † 1795)

## V(5)
- Francesco Vatielli, compositore e musicologo italiano (Pesaro, n. 1877 - Portogruaro, † 1946)
- Francesco Maria Veracini, compositore e violinista italiano (Firenze, n. 1690 - Pisa, † 1768)
- Francesco Veracini, compositore e violinista italiano (Firenze, n. 1638 - Firenze, † 1720)
- Francesco Verdinelli, compositore, musicista e regista italiano (Roma, n. 1953)
- Francesco Vignali, compositore e organista italiano (Rivarolo Mantovano, n. 1609 - Rivarolo Mantovano, † 1659)

## Z(2)
- Francesco Zanetti, compositore e direttore d'orchestra italiano (Volterra, n. 1737 - Perugia, † 1788)
- Francesco Zoppis, compositore italiano (Venezia, n. 1715 - Venezia)